# 山田典子
山田 典子（やまだ のりこ、1966年8月17日 - ）は、フリーアナウンサー。元NHKの契約キャスター、および東北放送（TBC）、新潟総合テレビ（NST）、ブルームバーグテレビジョン、BS11各局の元社員。

## 経歴
宮城県仙台市出身。青山学院大学経営学部卒業後、東北放送に一般職（秘書）として入社。新潟総合テレビアナウンサーなどを経てNHKの契約キャスターとなる。
当初は地元NHK仙台放送局で『NHKニュース おはよう東北』を担当していたが、後に東京へ移る。東京ではNHKの地上波・衛星放送の各番組である『BSニュース50』キャスターや、『地球天気予報』アシスタント、『生活ほっとモーニング』リポーターを歴任。
再び帰郷し、2008年度は、NHK-FM『夕べのひととき』（キー局:仙台放送局）のパーソナリティをしていた。
現在、東京で活動中。

## 過去の担当番組
- TOKYO FM - ニュースアナウンサー
- NHK仙台放送局 NHKニュース おはよう東北
- NHK BS1 BSニュース50（1996年） - キャスター
- NHK BS1 地球天気予報（1997年 - 1999年） - パートナー
- スカパー!・ブルームバーグテレビジョン 金融ニュース（ - 2000年3月） - アンカー
- NHK総合 生活ほっとモーニング（ - 2001年3月） - ナビゲーター
- NHK BS1 秋田ワールドゲームズ2001中継 - キャスター
- TBCラジオ おはようワイド Yes!! Morning! （2002年4月 - 2003年3月）
- NHK仙台FM 夕べのひととき （東北地方のNHK-FM、月〜金18:00 - 18:50） - パーソナリティ
- GemsTV（ジュエリー専門のテレビショッピングチャンネル） - MC
- BS11 本格闘論FACE （2010年 - 2012年） - MC
- BS11 BS11ニュース （2011年 - 2012年）
- BS11 INsideOUT （2012年 - 2013年12月）など